# Ultima Online: Samurai Empire
Ultima Online: Samurai Empire (UOSE) est la sixième extension du MMORPG Ultima Online publié le 2 novembre 2004 par EA Games.

## Tokuno
Tokuno Islands est un monde inspiré de la mythologie ancienne japonaise. Tokuno est divisé en trois îles séparées : Homare-Jima, Makoto-Jima, Isamu-Jima. Tokuno possède aussi son lot de donjons : Fan Dancer Dojo, Yomotsu Mines et The Citadel. Tokuno possède aussi de nombreuses petites îles seulement accessibles par bateau.

### Homare-Jima
Cette île, accessible par moongate, est peuplée par de nombreuses créatures ce qui la rend un peu moins fréquentée par les joueurs que les autres îles. Homare-Jima possède aussi une unique route qui débute au Crane Marsh et qui se termine au Kitsune Woods.
- Bushido-Dojo

Le Bushido-Dojo est pratiquement le seul bâtiment de l'île, celui-ci abrite de nombreux samouraïs et ninjas corrompus par le mal.
- Crane Marsh

Le Crane Marsh est un vaste marais situé au sud de l'île, on y retrouve un petit village de Lizardmans et d'autres créatures qui fréquentent les marais du jeu. On y trouve aussi quelques maisons en ruines laissant croire que l'endroit était habité auparavant.
- Yomotsu Mines

Yomotsu Mines est une vaste mine construite et habitée par les Yomotsus, une créature bipède à la peau rougeâtre. L'endroit est bien connu par les joueurs car on y retrouve les fameuses Fire Beetles, qui ont comme principale utilité de faire fondre les métaux.
- Field of Echoes

Field of Echoes est une massive forêt morte à l'ouest de l'île qui se termine en péninsule, celle-ci est fréquentée par de nombreux monstres morts-vivants. On y retrouve également quelques maisons en ruines.
- Sho Toh

Sho Toh est une petite plaine située au nord-est de l'île qui est coupée du reste de la région par une montagne. Elle est accessible par une caverne qui traverse cette montagne, On y retrouve quelques animaux et plusieurs créatures agressives.

### Makoto-Jima
Makoto-Jima est la plus petite mais de loin la plus fréquentée des trois îles principales de Tokuno.  Celle-ci est coupée en deux régions par une chaîne de montagne. Mokoto Jima est accessible par moongate ce qui permet aux joueurs de voyager rapidement entre chacune des îles.
- Zento

Zento est l'unique ville de Tokuno et principale ville des ninjas et des samouraïs, celle-ci est plongée dans une ambiance complètement asiatique. Elle possède à elle-seule de nombreux vendeurs qui ne se retrouvent pas dans les autres villes.
- The Waste

The Waste est un vaste désert aride qui borde le nord de l'île de Makoto-Jima. De nombreux squelettes et insectes y vivent.

### Isamu-Jima
Isamu-Jima est la plus grosse des trois îles de Tokuno accessible par moongate, on y retrouve aussi de très puissantes créatures. Son principal attrait se trouve à être son énorme volcan.
- Fan Dancer Dojo

Fan Dancer Dojo est situé au nord et est le principal donjon de l'île. Comme son nom l'indique, le donjon est habité par une petite créature appelée Fan Dancer. Le donjon est séparé en 3 niveaux qui sont de plus en plus difficiles.
- Mount Sho

Le Mount Sho est le plus gros volcan de Tokuno située au centre de l'île Isamu-Jima. Celui-ci habite beaucoup de monstres morts-vivants et de créatures de lave.
- Hiryu Forest

La Hiryu Forest est une grande forêt à l'ouest du volcan, celle-ci habite la puissante créature montable par les joueurs, le hiryu.
- Winter Spur

Située le plus au nord de la carte, Winter Spur est le seul endroit enneigé de Tokuno et est accessible par une caverne qui traverse la chaîne de montagnes qui sépare Winter Spur au reste de l'île. Beaucoup de créatures qui vivent au froid s'y retrouvent.
- The Citadel

The Citadel est la cachette du plus grand clan de ninjas de Tokuno où l'on retrouve un monstre très puissant. The Citadel est accessible seulement par une quête.

## Les classes
Comme l'extension précédente, Ultima Online: Age of Shadows, Samurai Empire inclut deux nouvelles classes: Le Ninja et le Samouraï. Si le joueur sélectionne l'une de ces classes durant la création de son personnage, il devra compléter une quête dédiée à la classe, par exemple: le ninja devra passer une sorte de "test d'habileté".

### Le ninja
Le ninja pratique normalement le ninjitsu, une aptitude consacrée au combat et à l'espionnage. Il utilise normalement des armes assez courtes pour ne pas nuire ses mouvements et ses déplacements sournois.
Le ninja possède 8 techniques:
- Animal Form: Permet de se transformer en 12 animaux différents. Chacun des animaux donne des bonus spécifiques supplémentaires.
- Backstab: Une attaque qui nécessite d'être caché. Des bonus s'additionnent selon la distance de la cible.
- Surprise Attack: Similaire à Backstab, nécessite d'être caché, Surprise Attack diminue la défense de l'adversaire.
- Mirror Image: Fait apparaître un "double" identique du ninja.
- Shadowjump: Permet de se téléporter pendant que le ninja est caché.
- Focus Attack: Permet au ninja d'infliger un coup très précis à son adversaire.
- Ki Attack: Cette attaque inflige beaucoup de dommages qui varient selon la distance de l'adversaire.
- Death Strike: Cette attaque prend effet après un laps de temps ou quand l'adversaire se déplace, souvent utilisé pour empêcher l'opposant de se sauver.

Il faut ajouter qu'un livre de Ninjitsu est nécessaire pour exécuter ces techniques.

### Le samouraï
Le samouraï est un ancien guerrier pratiquant le bushido. Pour combattre, les samouraï utilise des armures et des armes lourdes.
Le samouraï maîtrise 8 techniques:
- Weapon Parry: Se produit automatiquement, permet de bloquer un coup avec une arme.
- Honorable Execution: Inflige une puissante attaque à l'adversaire.
- Confidence: Régénère les points de santé et de mana à chaque coup esquivé.
- Momentum Strike: Permet d'infliger un coup à tous les adversaires près du samouraï.
- Lightning Strike: Une technique qui donne au samouraï un bonus de chance d'attaque.
- Counter Attack: Technique défensive qui permet de contre-attaquer l'adversaire.
- Evasion: Permet d'esquiver attaques de type magique.
- Perfection: Augmente les dommages d'attaque selon le nombre de pas marchés.

Il faut ajouter qu'un livre de Bushido est nécessaire pour exécuter ces techniques.